# IdeaPad
IdeaPad (estilizado como ideapad) es una línea de computadoras portátiles orientadas al consumidor de Lenovo. El IdeaPad compite principalmente contra computadoras como Aspire de Acer, Inspiron y XPS de Dell, Pavilion y Envy de HP, y Sens de Samsung y Satellite de Toshiba.

## Historia
Las computadoras portátiles IdeaPad se anunciaron en enero de 2008. Los primeros tres modelos en la línea de productos fueron el Y710, el Y510 y el U110. Algunas de las características que definieron estos primeros tres modelos fueron pantallas panorámicas, reconocimiento facial VeriFace, pantallas sin marco, controles táctiles y sistemas de altavoces Dolby.
El diseño de IdeaPad marcó una desviación de las computadoras portátiles ThinkPad orientadas a los negocios, hacia una apariencia más orientada al consumidor. Entre estos cambios se encontraba una pantalla brillante y la ausencia del tradicional ThinkPad TrackPoint. Notebook Review dijo que el teclado tenía una "sensación distintiva de ThinkPad" y que "el panel táctil y los botones del panel táctil eran suaves y sensibles".
El 21 de septiembre de 2016, Lenovo confirmó que su serie Yoga no está diseñada para ser compatible con los sistemas operativos Linux, que saben que es imposible instalar Linux en algunos modelos y que no es compatible. Esto se produjo a raíz de la cobertura mediática de los problemas que los usuarios tenían al intentar instalar Ubuntu en varios modelos de Yoga, incluidos el 900 ISK2, 900 ISK para negocios, 900S y 710, que se remontan a la desactivación y eliminación intencional de soporte de Lenovo. Para el modo de almacenamiento AHCI para la unidad de estado sólido del dispositivo en el BIOS de la computadora, a favor de un modo RAID que solo sea compatible con los controladores de Windows 10 que vienen con el sistema. (Esto también se nota para hacer que la creación de medios de instalación de Windows sea más difícil de lo normal, ya que el proceso requiere extraer un controlador de almacenamiento y cargarlo durante el proceso de instalación de Windows, o el instalador no verá el SSD).

### Actualidad
A partir de febrero de 2020, Lenovo IdeaPad S940 es la computadora portátil 4K más barata del mundo. Esta computadora portátil IdeaPad, fabricada en aluminio, es la primera computadora portátil del mundo en presentar una pantalla curva de contorno.

## Series

### S
El lanzamiento de la primera computadora portátil en la netbook IdeaPad Serie S de Lenovo se programó para septiembre de 2008, pero se retrasó, con una fecha de lanzamiento estimada indicada en noviembre. Finalmente, la computadora portátil fue lanzada en septiembre en China, pero en octubre en los Estados Unidos.
La línea de la serie S comienza con una computadora portátil S10 de bajo costo, subportátil de 10.2 pulgadas Intel Atom. Un par de otras computadoras portátiles de la serie S obtienen una CPU Atom, pero, una vez que se descontinuó la línea Atom, la línea principal de computadoras portátiles ligeras de la serie S cambia a una serie AMD de bajo consumo, Intel Celeron, Pentium y versiones de bajo costo de CPU de la serie-Y.